# Kalcijev hipoklorit
Kalcijev hipoklorit (Ca(ClO)2), komercijalno nazvan "kaporit", često nazvan i klorno vapno) je kemijski proizvod, bijeli prašak oštra mirisa, koji služi za bijeljenje i dezinficiranje. Prije se je prodavalo kao dezinficijes za poljske WC-e, da se ne bi proširile bakterije, a time i zaraza.
Klorno vapno se dobiva uvođenjem klora u gašeno vapno, a sadrži 30-40% aktivnog klora.

## Dobivanje
Pripravlja se od klornog vapna djelovanjem klora na gašeno vapno (Ca(OH)2):
1.
Ca(OH)2 + Cl2 --> CaCl(OCl) + H2O
2.
2 HI(aq) --> (h*v (svjetlost) i O2) --> H2(g) + I2(g)